# Royale de Montauban
Royale de Montauban es una variedad cultivar de ciruelo (Prunus domestica), de las denominadas ciruelas europeas.
Una variedad de ciruela originaria del suroeste de Francia. Debe ser polinizado por las variedades de ciruelos "Reine Claude d'Oullins" o "Reine Claude Dorée" para dar fruto. Las frutas son de tamaño grande, con color de piel rojo granate o amoratado o casi negro, en general no uniforme, y tienen una pulpa color verde claro o amarillento, textura firme, semi crujiente, jugosa, y sabor agridulce, refrescante, bueno.

## Sinonimia
- "Grosse rouge d’Août",
- "Coeur de boeuf",
- "Goliath",
- "Bleue impériale",
- "Royale",
- "Royale bleue",
- "Royale de Carcassonne",
- "Chair de boeuf",
- "Grosse bleue",
- "Prunier Royale de Montauban".[5]

## Historia
'Royale de Montauban' variedad de ciruela originaria del suroeste de Francia (Tarn y Garona).
'Royale de Montauban' está cultivada en diversos bancos de germoplasma de cultivos vivos, tal como en la Estación experimental Aula Dei de Zaragoza.

## Características
'Royale de Montauban' árbol de porte extenso, vigoroso, rápido cuajado, muy fértil. No autofértil, debe ser polinizado por las variedades de ciruelos "Reine Claude d'Oullins" o "Reine Claude Dorée" para dar fruto. Flor blanca, que tiene un tiempo de floración que comienza a partir del 1 de abril con el 10% de floración, para el 3 de abril tiene una floración completa (80%), y para el 14 de abril tiene un 90% de caída de pétalos.
'Royale de Montauban' tiene una talla de tamaño grande, de forma redondeado achatada, con depresión ventral bastante acusada, ligeramente asimétrica, presentando sutura línea morada oscura poco destacada, en depresión bastante acentuada, sobre todo en ambos extremos; epidermis tiene una piel con abundante pruina, espesa, azulado violácea, no se aprecia pubescencia, siendo el color de la piel rojo granate o amoratado o casi negro, en general no uniforme, con punteado abundante sobre todo en las caras laterales,
menudo, amarillento, no se distingue aureola; pedúnculo medio o largo, grosor medio, sin pubescencia, con la cavidad peduncular de anchura y profundidad medias, bastante rebajada en la sutura y muy suavemente en el lado opuesto; pulpa de color verde claro o amarillento, textura firme, semi-crujiente, jugosa, y sabor agridulce, refrescante, bueno.
Hueso adherente, pequeño o mediano, elíptico redondeado, aplastado, con surcos bien marcados, superficie basta, semi lisa.
Su tiempo de recogida de cosecha se inicia en su maduración en la tercera decena de julio.

## Usos
Por su alto contenido de azúcar lo convierte en una excelente opción para enlatar y secar. También se utiliza como mermeladas, jugos, y en fresco.

## Susceptibilidades
- Variedad con sensibilidad a la oxidación.
- Muy buena resistencia a la monilia en brotes y frutos.
- Muy buena resistencia al rajado de los frutos.[5][4]